# Herre på täppan (film)
Herre på täppan (engelska: Bedtime Story) är en amerikansk komedifilm från 1964 i regi av Ralph Levy. I huvudrollerna ses Marlon Brando och David Niven. En nyinspelning gjordes 1988, med namnet Rivierans guldgossar.

## Rollista i urval
- Marlon Brando ..... Freddy Benson
- David Niven ..... Lawrence Jameson
- Shirley Jones ..... Janet Walker
- Dody Goodman ..... Fanny Eubank
- Aram Stephan .... Andre
- Parley Baer .... Col. Williams
- Marie Windsor .... Mrs. Sutton
- Rebecca Sand .... Miss Trumble
- Frances Robinson .... Miss Harrington
- Henry Slate .... Sattler
- Norman Alden .... Dubin
- Susanne Cramer .... Anna
- Cynthia Lynn .... Frieda
- Ilse Taurins .... Hilda
- Francine York .... Gina